# Пашковцы (Хмельницкий район)
Пашковцы (укр. Пашківці) — село в Хмельницком районе Хмельницкой области Украины.
Население по переписи 2001 года составляло 468 человек. Почтовый индекс — 31318. Телефонный код — 382. Занимает площадь 9,85 км². Код КОАТУУ — 6825085701.

## Местный совет
31318, Хмельницкая обл., Хмельницкий р-н, с. Пашковцы, ул. Центральная, 7